# Avatar (nave espacial)

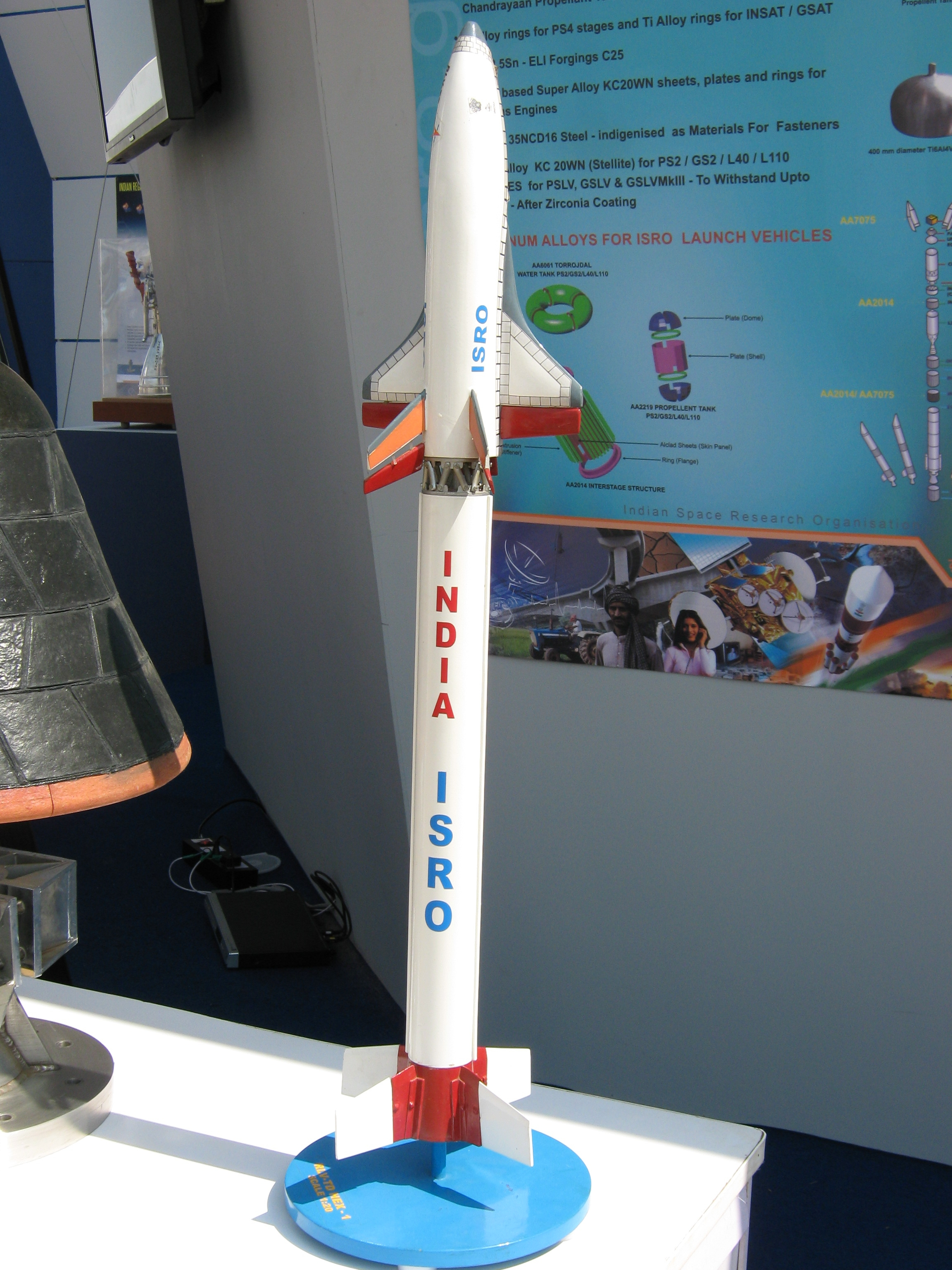
Modelo del Avatar.

Avatar (en sánscrito: अवतार) es un estudio de concepto para una nave espacial robótica reutilizable de una sola etapa y capaz de despegue y aterrizaje horizontal (CTOL), perteneciente a la Agencia India de Investigación Espacial (ISRO). El concepto de la misión es para lanzamientos espaciales de satélites militares y comerciales de bajo costo.

## Nombre
El nombre Avatar es el acrónimo de su nombre en inglés: «Aerobic Vehicle for Transatmospheric Hypersonic Aerospace TrAnspoRtation» («Vehículo aeróbico para transporte aeroespacial hipersónico transatmosférico»).
En sánscrito, la palabra avatar (अवतार avatāra) se deriva de अव-तर ava-tara (descender) y literalmente significa 'lo que desciende'. En el hinduismo, un avatar se refiere al descenso de una deidad o ser supremo a la Tierra.

## Concepto
La característica principal de la idea es que no necesitará llevar nada de oxidante (como parte del propelente). Solamente llevará un depósito de hidrógeno. A medida que asciende en la atmósfera, a partir de los 26 kilómetros de altura (otra fuente indica 10 km), la nave captará oxígeno de la atmósfera, lo licuará y lo almacenará en forma líquida para que sea utilizada en el resto del vuelo. Posteriormente, una vez cumplida la misión y liberada la carga, la nave regresará a la atmósfera y aterrizará.
El hecho de no tener que elevar una enorme cantidad de oxidante desde el inicio del vuelo hará posible que sea necesario mucho menos propelente. Este hecho, sumado al de ser reutilizable, hará posible que el costo de cada vuelo sea significativamente menor a los estándares actuales.
La forma de vuelo inicial sería la de un avión convencional, con reactores, y sustentado por el aire. Y al acercarse al espacio pasaría a propulsión por cohetes.
El gobierno Indio apoya el proyecto, pero debido al elevado presupuesto necesario para desarrollar la idea, si no hay cooperación internacional, no podrá comenzar la etapa de construcción.

## Características técnicas
El peso inicial planificado es de 25 toneladas, y una velocidad que podrá sobrepasar 8 veces la velocidad del sonido. Utilizará los motores turbofán, ramjet y scramjet.
La capacidad de vuelo planificada inicialmente es hasta la órbita baja terrestre.